# Benito Juárez, Santo Tomás Ocotepec
Benito Juárez är en ort i Mexiko.   Den ligger i kommunen Santo Tomás Ocotepec och delstaten Oaxaca, i den sydöstra delen av landet, 300 km sydost om huvudstaden Mexico City. Benito Juárez ligger 2 599 meter över havet och antalet invånare är 282.
Terrängen runt Benito Juárez är bergig åt sydväst, men åt nordost är den kuperad. Runt Benito Juárez är det ganska tätbefolkat, med 75 invånare per kvadratkilometer. Närmaste större samhälle är Putla Villa de Guerrero, 18,4 km väster om Benito Juárez. I omgivningarna runt Benito Juárez växer i huvudsak blandskog.